# Kollerua breviarticulatum
Kollerua breviarticulatum är en kräftdjursart som först beskrevs av Shen och Tai 1964.  Kollerua breviarticulatum ingår i släktet Kollerua och familjen Cletodidae. Inga underarter finns listade i Catalogue of Life.